# MarcaPL
Marca Protección Laboral es una empresa española asentada en Cartagena (Región de Murcia) dedicada a la fabricación y distribución de vestuario laboral, calzado y complementos para la seguridad en el trabajo. Fundada en 1966, en 2008 fue adquirida por Bunzl, referente mundial del sector.

## Origen
Creada en Cartagena en 1966, su actividad inicial sería la fabricación de vestuario laboral con destino a las empresas del sureste de España. Dos décadas más tarde desarrolla una red comercial a nivel nacional para vender guantes de trabajo y vestuario laboral por toda España.
Paralelamente a la actividad de fabricación en el taller de confección de ropa de trabajo, comenzó a importar de Extremo Oriente otros artículos complementarios, destinados a la seguridad laboral, en los que se precisaba una mayor competitividad. 

## Desarrollo
En el año 2005 incorporan una tercera faceta a su oferta, con el calzado de seguridad. En 2008 fue adquirida por la multinacional Bunzl, cuyas oficinas centrales se ubican en Londres, Reino Unido.
En 2010 y mediante la absorción de sus filiales, incorpora el resto de productos especializados de seguridad (protección en altura, ocular, de cabeza, auditiva y respiratoria) a su catálogo.